# Rubus umbrosus
{{#ifeq:0|0|{{#if:Rubus umbrosus|{{#if:|[[]}}|[[]]}}}}
Rubus umbrosus (syn. Rubus pyramidalis Kaltenb.) — вид квіткових рослин з родини трояндових (Rosaceae). Ареал: Бельгія, Люксембург, пн. і сх. Франція, Німеччина, Данія, Швеція, Велика Британія, Ірландія, Нідерланди, Чехія, Польща; інтродукований до Австралії.

## Середовище
Населяє узлісся та галявини, стежки.

## Біоморфологічна характеристика
Стебла рудувато-коричневі, кутасті, рідковолосі, з прямими шипами. Листки товсті, зверху голі, знизу густо оксамитово-жовтуваті, з подвійно-зубчастими листочками. Пірамідальне суцвіття з сильно розпростертими верхніми квітконіжками. Чашолистки запушені, відігнуті. Пелюстки рожеві, оберненояйцювато-видовжені. Плодолистики голі. Цвітіння: липень.